# Dora Decca
Pour les articles homonymes, voir Decca.
Dora Decca, née un 11 avril[évasif], est une chanteuse, auteur-compositrice, originaire de Douala dans la région du Littoral au Cameroun. Elle est la sœur cadette des artistes Ben Decca et Grace Decca. Elle commence sa carrière en 2002 avec la sortie de son premier album solo intitulé Aphrodite. Elle a, à son actif, trois albums dont le dernier Belalo est sorti en  2011.

## Biographie

### Jeunesse et débuts
Née un 11 avril à la clinique Soppo Priso à Douala, Dora Decca est issue d'une famille de onze enfants. À la suite de ses études primaires, elle entre au Collège d'enseignement technique industriel et commercial (CETIC) de Bassa à Douala où elle suit des études en électricité et électronique. Après l’obtention de son CAP, elle s’envole pour la France pour y poursuivre ses études et y obtient son baccalauréat.

### Carrière
Née dans une famille de musiciens, Dora Decca commence à chanter par passion dès son jeune âge, sous l'encadrement de Ben Decca son frère aîné et de Toto Guillaume. Elle réalise quelques chœurs avec musiciens de renoms de la musique camerounaise tels que JR. Nelson, Moni Bile... Son premier duo est avec Ben Decca dans l'album Ndol'am.
En 2002, elle sort son premier album intitulé Aphrodite sous le label JPS Production. 
Cinq ans plus tard en février 2007, elle sort le second album Dor'Attitude produit par Dm2 Prod.
En 2012, le troisième album Belalo  voit le jour sous MD2E Prod. Belalo est un album de neuf titres dans lequel on retrouve des collaborations avec Lady Ponce, son frère Ben Decca, sa sœur ainée Grace Decca et Jacky Kingue. Pour la réalisation, elle fait appel à Sam Fan Thomas et à l'arrangeur Bertrand Ebah. 

### Vie familiale
Dora Decca est mariée depuis l'an 2000 et mère trois garçons. Elle réside en France avec sa famille.

## Discographie
Dora Decca a à son actif 3 albums solo :
- 2002 : Aphrodite (JPS)
- 2007 : Dor’Attitude (DM2 Prod[8])
- 2012 : Belalo (MD2E Production)

## Prix et récompenses
- 2012 : Artiste de la diaspora camerounaise[9]
- 2013 : Double nomination dans les catégories Chanson De L'année et Meilleure Artiste Féminine aux Canal2'Or[10]